# Flagship Airlines

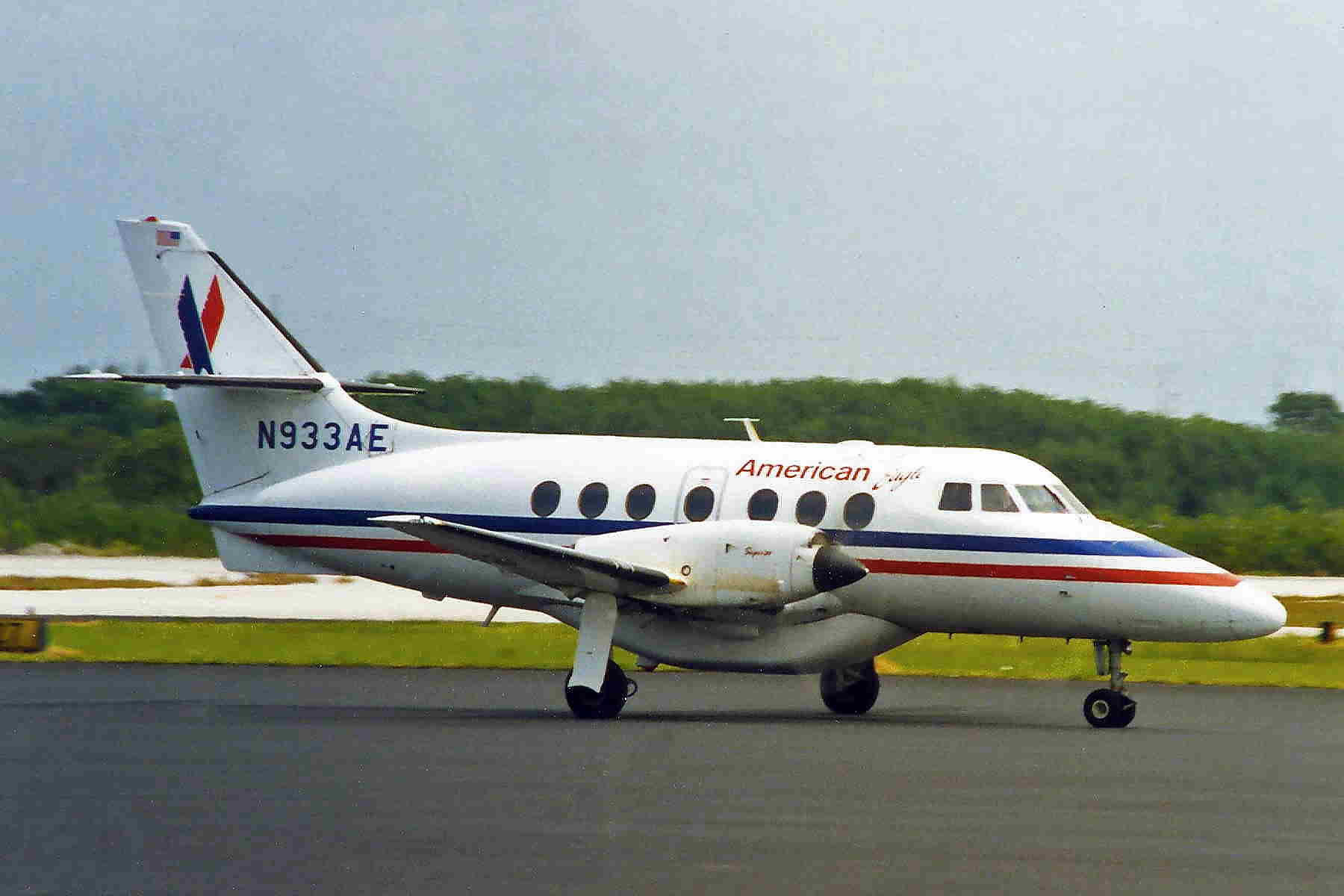
N933AE, uno dei Jetstream 31 operati da Flagship Airlines in associazione con American Eagle (oggi Envoy).

Flagship Airlines era una compagnia aerea regionale con sede sul terreno dell'Aeroporto Internazionale di Nashville a Nashville, nel Tennessee.

## Storia
Flagship Airlines faceva risalire le sue origini ad Air Virginia, un vettore aereo per pendolari e feeder regionale, che in seguito cambiò nome in AVAir. AVAir fallì rapidamente in seguito alla tragedia del volo AVAir 3378. AMR Corporation fondò la Nashville Eagle dalle attività di AVAir e Air Midwest. Flagship Airlines è stata costituita dalla fusione di Command Airways in Nashville Eagle il 1 giugno 1991.
La società madre American Airlines operava dei voli in code sharing con il marchio American Eagle. La compagnia aerea serviva la costa orientale e le Bahamas dagli hub di Miami, Nashville, New York-JFK e Raleigh/Durham. La sede di Raleigh/Durham è stata chiusa il 28 dicembre 1994.
Alla fine, Flagship Airlines si fuse con Simmons Airlines e Wings West Airlines per formare American Eagle Airlines nel 1998. L'ex codice IATA MQ della Simmons divenne così l'identificatore sopravvissuto per le compagnie aeree unificate. Nel 2014, la compagnia aerea è stata ribattezzata Envoy Air.

## Flotta
| Aerei                           | Totale | Passeggeri |
| ------------------------------- | ------ | ---------- |
| ATR 42                          | 14     | 46         |
| British Jetstream 32            | 1      | 19         |
| Viking Air DHC-6-400 Twin Otter | 48     | 19         |
| Saab 340                        | 53     | 34         |
| Short 360                       | 20     | 36         |

## L'incidente
Il 13 dicembre 1994 il volo Flagship Airlines 3379, operante per American Eagle, entrò in uno stallo aerodinamico per poi schiantarsi in un'area boscosa durante un mancato avvicinamento all'Aeroporto Internazionale di Raleigh-Durham nella Carolina del Nord. I 2 piloti e 13 dei 18 passeggeri muoiono.